# Ida Vitale
Ida Vitale, född 2 november 1923 i Montevideo, Uruguay, är en uruguaysk litteraturkritiker, lärare, poet och översättare.

## Verk (urval)
- — (1953). Palabra dada. Montevideo: La Galatea. OCLC 9317153
- — (1960). Cada uno en su noche, poesía. Montevideo: Editorial Alfa. OCLC 4941102
- — (1968). La poesía de los años veinte. Montevideo, Uruguay: Centro Editor de América Latina. OCLC 684036
- — (1968). Fermentario Carlos Vaz Ferreira. Montevideo: Centro Editor de America Latina. OCLC 79919537
- — (1972). Oidor andante. [Montevideo]: Arca. OCLC 1399898
- — (1982). Fieles. Colección Cuadernos de poesía. México, D.F.: Universidad Nacional Autónoma de México. ISBN 968-5804-06-0
- — (1984). Entresaca. México: Editoral Oasis. OCLC 60657853
- — (1988). Sueños de la constancia. México: Fondo de Cultura Económica. ISBN 968-16-2953-1
- — (1992). Serie del sinsonte. Montevideo?: P.F.E. OCLC 47765264
- — (1994). Léxico de afinidades. México, D.F.: Editorial Vuelta. ISBN 968-6229-90-6
- — (1996). Donde vuela el camaleón. [Montevideo, Uruguay]: Vintén Editor. ISBN 9974-570-41-7
- — (1998). Procura de lo imposible. México: Fondo de cultura económica. ISBN 968-16-5475-7
- — (1998). De varia empresa. Caracas, Venezuela: Fondo Editorial Pequeña Venecia. ISBN 980-6315-53-7
- — & Sosa, V. (1998). Ida Vitale. Material de lectura, 196. México: Universidad Nacional Autónoma de México, Coordinación de difusión Cultural, Dirección de Literatura. ISBN 968-36-6259-5
- — (1999). Un invierno equivocado. México, D.F.: CIDCLI. ISBN 970-18-3258-2
- — (1999). La luz de esta memoria. Montevideo: La Galatea. ISBN 9974-570-68-9
- — (2002). Reducción del infinito. Barcelona: Tusquets Editores. ISBN 84-8310-818-6
- — (2003). De plantas y animales: acercamientos literarios. Paidós Amateurs, 10. México: Paidós. ISBN 968-853-521-4
- — (2004). El abc de byobu. Ciudad de México: Taller Ditoria. ISBN 970-93383-3-1
- — (2005). Trema. Colección La Cruz del sur, 767. Valencia: Editorial Pre-Textos. ISBN 84-8191-696-X
- —, Pollack, S., & Vitale, I. (2007). Reason enough. Austin, TX: Host Publications. ISBN 978-0-924047-42-8

## Priser och utmärkelser
- (2018) – Miguel de Cervantes-priset
- (2016) – Premio Internacional de Poesía Federico García Lorca
- (2015) – Premio Reina Sofía de poesía Iberoamericana
- (2014) – Premio Alfonso Reyes
- (2010) – Doctor Honoris Causa, Universidad de la República
- (2009) – Premio Octavio Paz.